# Bassa de Senglars de Sant Bartomeu
La Bassa de Senglars de Sant Bartomeu de la Roca del Vallès es troba al Parc de la Serralada Litoral, la qual és més petita que les de les Banyadores i la Creu del Bei.

## Entorn
A banda d'altres arbres grans, els senglars han triat també la soca prima i sense capçada d'un arbre mort (aïllada al mig del camí i semblant a un tòtem dels amerindis nord-americans) per a gratar-se a l'escorça i desprendre's del fang.

## Accés
És ubicada a la Roca del Vallès: pujant des de la Roca del Vallès pel PR C-36, passada la Pedra de les Creus i abans del Plat de Molí, just a la cota 270, surt un corriol a l'esquerra. La bassa està a 120 metres del trencall, al mig del camí. Coordenades: x=443990 y=4602472 z=267.